# 边罗县
边罗县，一译平罗县，是柬埔寨波萝勉省下辖的一个县。柬埔寨华人称其为巴南县。
此县距离越南的边境不远。乃良就在此县辖境内。
越南阮朝史料称此地为巴南、求南、巴求南。